# Danh sách cầu thủ tham dự Cúp bóng đá Nam Mỹ 1991
Đây là danh sách các đội hình tham dự Cúp bóng đá Nam Mỹ 1991 ở Chile, từ 6 đến 21 tháng 7 năm 1991.

## Bảng A

### Argentina
Huấn luyện viên: Alfio Basile
| Số | Vt | Cầu thủ            | Ngày sinh (tuổi)            | Số trận | Câu lạc bộ         |
| -- | -- | ------------------ | --------------------------- | ------- | ------------------ |
| 1  | TM | Sergio Goycochea   | 17 tháng 10, 1963 (27 tuổi) |         | Racing Club        |
| 2  | HV | Sergio Vázquez     | 23 tháng 11, 1965 (25 tuổi) |         | Ferro Carril Oeste |
| 3  | HV | Carlos Enrique     | 12 tháng 12, 1963 (27 tuổi) |         | River Plate        |
| 4  | TV | Fabián Basualdo    | 26 tháng 2, 1964 (27 tuổi)  |         | River Plate        |
| 5  | TV | Leonardo Astrada   | 6 tháng 1, 1970 (21 tuổi)   |         | River Plate        |
| 6  | HV | Oscar Ruggeri      | 26 tháng 1, 1962 (29 tuổi)  |         | Vélez Sársfield    |
| 7  | TĐ | Claudio Caniggia   | 9 tháng 1, 1967 (24 tuổi)   |         | Atalanta B.C.      |
| 8  | TV | Dario Franco       | 17 tháng 1, 1969 (22 tuổi)  |         | Newell's Old Boys  |
| 9  | TĐ | Gabriel Batistuta  | 1 tháng 2, 1969 (22 tuổi)   |         | Boca Juniors       |
| 10 | TV | Diego Simeone      | 28 tháng 4, 1970 (21 tuổi)  |         | Pisa Calcio        |
| 11 | TĐ | Diego Latorre      | 4 tháng 8, 1969 (21 tuổi)   |         | Boca Juniors       |
| 12 | TM | Alejandro Lanari   | 2 tháng 5, 1960 (31 tuổi)   |         | Rosario Central    |
| 13 | HV | Fernando Gamboa    | 28 tháng 10, 1970 (20 tuổi) |         | Newell's Old Boys  |
| 14 | HV | Néstor Craviotto   | 3 tháng 10, 1963 (27 tuổi)  |         | Independiente      |
| 15 | HV | Ricardo Altamirano | 12 tháng 12, 1965 (25 tuổi) |         | Independiente      |
| 16 | TĐ | Claudio García     | 24 tháng 8, 1963 (27 tuổi)  |         | Racing Club        |
| 17 | TV | Gustavo Zapata     | 15 tháng 10, 1967 (23 tuổi) |         | River Plate        |
| 18 | TĐ | Ramón Medina Bello | 29 tháng 4, 1966 (25 tuổi)  |         | River Plate        |
| 19 | TĐ | Antonio Mohamed    | 2 tháng 4, 1970 (21 tuổi)   |         | Huracán            |
| 20 | TV | Leonardo Rodríguez | 27 tháng 8, 1966 (24 tuổi)  |         | San Lorenzo        |
| 21 | TV | Blas Giunta        | 6 tháng 9, 1963 (27 tuổi)   |         | Boca Juniors       |
| 22 | TM | Fabián Cancelarich | 20 tháng 12, 1965 (25 tuổi) |         | Ferro Carril Oeste |

### Chile
Huấn luyện viên: Arturo Salah
| Số | Vt | Cầu thủ            | Ngày sinh (tuổi)            | Số trận | Câu lạc bộ               |
| -- | -- | ------------------ | --------------------------- | ------- | ------------------------ |
| 1  | TM | Patricio Toledo    | 14 tháng 7, 1962 (28 tuổi)  | 5       | Universidad Católica     |
| 2  | HV | Rubén Espinoza     | 1 tháng 6, 1961 (30 tuổi)   | 30      | Colo-Colo                |
| 3  | HV | Lizardo Garrido    | 25 tháng 8, 1957 (33 tuổi)  | 37      | Colo-Colo                |
| 4  | HV | Javier Margas      | 10 tháng 5, 1969 (22 tuổi)  | 3       | Colo-Colo                |
| 5  | HV | Eduardo Vilches    | 21 tháng 4, 1963 (28 tuổi)  | 5       | Colo-Colo                |
| 6  | HV | Miguel Ramírez     | 11 tháng 6, 1970 (21 tuổi)  | 3       | Colo-Colo                |
| 7  | TĐ | Patricio Yañez     | 20 tháng 1, 1961 (30 tuổi)  | 36      | Colo-Colo                |
| 8  | TV | Jorge Contreras    | 3 tháng 7, 1960 (31 tuổi)   |         | Universidad Católica     |
| 9  | TĐ | Iván Zamorano      | 18 tháng 1, 1967 (24 tuổi)  | 14      | Sevilla FC               |
| 10 | TV | Jaime Pizarro      | 2 tháng 3, 1964 (27 tuổi)   | 39      | Colo-Colo                |
| 11 | TĐ | Hugo Eduardo Rubio | 5 tháng 7, 1960 (31 tuổi)   | 29      | FC St. Gallen            |
| 12 | TM | Marco Cornez       | 15 tháng 10, 1957 (33 tuổi) | 20      | Antofagasta              |
| 13 | HV | Ronald Fuentes     | 22 tháng 6, 1969 (22 tuổi)  | 3       | Cobresal                 |
| 14 | HV | Andrés Romero      | 11 tháng 5, 1967 (24 tuổi)  | 6       | Universidad Católica     |
| 15 | HV | Gabriel Mendoza    | 22 tháng 5, 1968 (23 tuổi)  | 0       | Colo-Colo                |
| 16 | HV | Rodrigo Gómez      | 8 tháng 11, 1960 (30 tuổi)  | 5       | Club Deportivo Palestino |
| 17 | TV | Nelson Parraguez   | 5 tháng 4, 1971 (20 tuổi)   | 3       | Universidad Católica     |
| 18 | TV | Jaime Vera         | 2 tháng 3, 1963 (28 tuổi)   | 20      | OFI Crete                |
| 19 | TĐ | Ivo Basay          | 13 tháng 4, 1966 (25 tuổi)  | 16      | Necaxa                   |
| 20 | TV | Fabián Estay       | 5 tháng 10, 1968 (22 tuổi)  | 8       | Universidad de Chile     |
| 21 | TĐ | Aníbal González    | 23 tháng 3, 1963 (28 tuổi)  | 8       | Unión Española           |
| 22 | TV | Marcelo Vega       | 12 tháng 8, 1971 (19 tuổi)  | 2       | Unión Española           |

### Paraguay
Huấn luyện viên: Carlos Alberto Kiese
| Số | Vt | Cầu thủ               | Ngày sinh (tuổi)            | Số trận | Câu lạc bộ       |
| -- | -- | --------------------- | --------------------------- | ------- | ---------------- |
| 1  | TM | José Luis Chilavert   | 27 tháng 7, 1965 (25 tuổi)  |         | Real Zaragoza    |
| 2  | HV | Teófilo Barrios       | 24 tháng 7, 1964 (26 tuổi)  |         | Cerro Porteño    |
| 3  | HV | Blas Cristaldo        | 9 tháng 12, 1964 (26 tuổi)  |         | Cerro Porteño    |
| 4  | HV | Silvio Suárez         | 5 tháng 1, 1969 (22 tuổi)   |         | Olimpia Asunción |
| 5  | HV | Catalino Rivarola     | 30 tháng 4, 1965 (26 tuổi)  |         | Cerro Porteño    |
| 6  | HV | Vidal Sanabria        | 11 tháng 4, 1967 (24 tuổi)  |         | Olimpia Asunción |
| 7  | TV | Gustavo Neffa         | 3 tháng 11, 1971 (19 tuổi)  |         | Cremonese        |
| 8  | TV | Carlos Guirland       | 18 tháng 9, 1968 (22 tuổi)  |         | Olimpia Asunción |
| 9  | TĐ | José Cardozo          | 19 tháng 3, 1971 (20 tuổi)  |         | FC St. Gallen    |
| 10 | TV | Luis Alberto Monzón   | 26 tháng 5, 1970 (21 tuổi)  |         | Olimpia Asunción |
| 11 | TĐ | Gabriel González      | 18 tháng 3, 1961 (30 tuổi)  |         | Olimpia Asunción |
| 12 | TM | Rubén Ruiz Díaz       | 11 tháng 11, 1969 (21 tuổi) |         | San Lorenzo      |
| 13 | HV | Héctor Vidal Martínez | 15 tháng 6, 1967 (24 tuổi)  |         | Cerro Corá       |
| 14 | HV | Justo Jacquet         | 9 tháng 9, 1961 (29 tuổi)   |         | Cerro Porteño    |
| 15 | TV | Estanislao Struway    | 25 tháng 6, 1968 (23 tuổi)  |         | Cerro Porteño    |
| 16 | TV | Miguel Sanabria       | 11 tháng 11, 1964 (26 tuổi) |         | Club Bolívar     |
| 17 | TV | Víctor Genés          | 29 tháng 6, 1961 (30 tuổi)  |         | Guaraní          |
| 18 | TV | Blas Romero           | 2 tháng 2, 1966 (25 tuổi)   |         | Club Libertad    |
| 19 | TĐ | Guido Alvarenga       | 24 tháng 8, 1970 (20 tuổi)  |         | Cerro Porteño    |
| 20 | HV | César Zabala          | 3 tháng 6, 1961 (30 tuổi)   |         | Cerro Porteño    |
| 21 | TĐ | Julio César Yegros    | 31 tháng 1, 1971 (20 tuổi)  |         | Cerro Porteño    |
| 22 | TV | Felipe Peralta        | 5 tháng 2, 1962 (29 tuổi)   |         | Atl. Colegiales  |

### Perú
Huấn luyện viên: Miguel Company
| Số | Vt | Cầu thủ            | Ngày sinh (tuổi)            | Số trận | Câu lạc bộ                  |
| -- | -- | ------------------ | --------------------------- | ------- | --------------------------- |
| 1  | TM | Jesús Purizaga     | 5 tháng 12, 1960 (30 tuổi)  |         | Alianza Lima                |
| 2  | HV | Percy Olivares     | 5 tháng 6, 1968 (23 tuổi)   |         | Sporting Cristal            |
| 3  | HV | Alvaro Barco       | 27 tháng 6, 1967 (24 tuổi)  |         | Universitario de Deportes   |
| 4  | HV | Martín Ramírez     | 20 tháng 1, 1964 (27 tuổi)  |         | San Agustín                 |
| 5  | HV | José Arteaga       | 11 tháng 2, 1963 (28 tuổi)  |         | Sporting Cristal            |
| 6  | TV | Jorge Cordero      | 18 tháng 3, 1962 (29 tuổi)  |         | Gimnasia y Esgrima La Plata |
| 7  | TV | Ernesto Aguirre    | 14 tháng 11, 1968 (22 tuổi) |         | Unión Huaral                |
| 8  | TV | José del Solar     | 28 tháng 11, 1967 (23 tuổi) |         | Universidad Católica        |
| 9  | TĐ | Andrés González    | 1 tháng 6, 1963 (28 tuổi)   |         | Universitario de Deportes   |
| 10 | TV | César Rodríguez    | 3 tháng 2, 1968 (23 tuổi)   |         | Alianza Lima                |
| 11 | TĐ | Jorge Hirano       | 18 tháng 9, 1956 (34 tuổi)  |         | Club Bolívar                |
| 12 | TM | Gustavo González   | 30 tháng 3, 1962 (29 tuổi)  |         | Unión Huaral                |
| 14 | HV | Norberto Martínez  | 12 tháng 1, 1966 (25 tuổi)  |         | Universitario               |
| 15 | HV | Octavio Vidales    | 3 tháng 2, 1963 (28 tuổi)   |         | Universitario               |
| 16 | TV | Alfonso Yáñez      | 2 tháng 5, 1966 (25 tuổi)   |         | Universitario               |
| 17 | TĐ | Ricardo Bravo      | 14 tháng 1, 1969 (22 tuổi)  |         | Universitario               |
| 18 | TĐ | Flavio Maestri     | 21 tháng 1, 1973 (18 tuổi)  |         | Sporting Cristal            |
| 19 | TĐ | Eugenio La Rosa    | 21 tháng 1, 1967 (24 tuổi)  |         | Sporting Cristal            |
| 20 | TV | Martín Rodríguez   | 24 tháng 9, 1968 (22 tuổi)  |         | Internazionale San Borja    |
| 21 | TM | Diosdado Palma     | 1 tháng 4, 1965 (26 tuổi)   |         | Defensor Lima               |
| 22 | TV | José Luis Carranza | 8 tháng 1, 1964 (27 tuổi)   |         | Universitario de Deportes   |

### Venezuela
Huấn luyện viên: Víctor Pignanelli
| Số | Vt | Cầu thủ            | Ngày sinh (tuổi)            | Số trận | Câu lạc bộ         |
| -- | -- | ------------------ | --------------------------- | ------- | ------------------ |
| 1  | TM | Rafael Dudamel     | 7 tháng 1, 1973 (18 tuổi)   |         | ULA Mérida         |
| 2  | HV | César Marcano      | 31 tháng 10, 1957 (33 tuổi) |         | Sport Maritimo     |
| 3  | HV | William Pacheco    | 18 tháng 4, 1962 (29 tuổi)  |         | Minervén           |
| 4  | HV | José Jiménez       | 7 tháng 10, 1968 (22 tuổi)  |         | Portuguesa         |
| 5  | HV | Roberto Cavallo    | 28 tháng 4, 1967 (24 tuổi)  |         | Deportivo Italia   |
| 6  | TĐ | José Flores        | 28 tháng 6, 1967 (24 tuổi)  |         | Anzoátegui         |
| 7  | TV | Ildemaro Fernández | 27 tháng 12, 1961 (29 tuổi) |         | Mineros            |
| 8  | TV | Laureano Jaimes    | 13 tháng 7, 1961 (29 tuổi)  |         | Táchira            |
| 9  | TĐ | Alexander Bottini  | 7 tháng 5, 1969 (22 tuổi)   |         | Monagas Sport Club |
| 10 | TV | Carlos Maldonado   | 30 tháng 7, 1963 (27 tuổi)  |         | Táchira            |
| 11 | TĐ | Stalin Rivas       | 5 tháng 9, 1971 (19 tuổi)   |         | Mineros            |
| 12 | TM | Franco Fasciana    | 8 tháng 3, 1960 (31 tuổi)   |         | Atlético Zamora    |
| 13 | HV | Ceferino Bencomo   | 1 tháng 11, 1970 (20 tuổi)  |         | Caracas FC         |
| 14 | HV | Andrés Paz         | 30 tháng 11, 1963 (27 tuổi) |         | Táchira            |
| 15 | HV | Miguel Echenausi   | 21 tháng 2, 1968 (23 tuổi)  |         | Táchira            |
| 16 | TV | Juan Carlos Babio  | 8 tháng 2, 1965 (26 tuổi)   |         | ULA Mérida         |
| 17 | TV | Otilio Yantis      | 23 tháng 6, 1967 (24 tuổi)  |         | Mineros            |
| 18 | TĐ | Pedro Gallardo     | 2 tháng 5, 1969 (22 tuổi)   |         | Portuguesa         |
| 19 | TĐ | Robert Rodallega   | 18 tháng 11, 1969 (21 tuổi) |         | Táchira            |
| 20 | TV | Carlos Castro      | 18 tháng 3, 1968 (23 tuổi)  |         | Táchira            |
| 21 | TĐ | Arnulfo Becerra    | 4 tháng 4, 1962 (29 tuổi)   |         | Táchira            |
| 22 | TM | José "Cheo" Gómez  | 27 tháng 12, 1963 (27 tuổi) |         | Mineros            |

## Bảng B

### Bolivia
Huấn luyện viên: Ramiro Blacut
| Số | Vt | Cầu thủ                | Ngày sinh (tuổi)            | Số trận | Câu lạc bộ        |
| -- | -- | ---------------------- | --------------------------- | ------- | ----------------- |
| 1  | TM | Marco Antonio Barrero  | 26 tháng 1, 1962 (29 tuổi)  |         | Bolivar           |
| 2  | HV | Miguel Rimba           | 1 tháng 11, 1967 (23 tuổi)  |         | Bolivar           |
| 3  | HV | Eduardo Jiguchi        | 24 tháng 8, 1970 (20 tuổi)  |         | Oriente Petrolero |
| 4  | HV | Marciano Saldías       | 25 tháng 4, 1966 (25 tuổi)  |         | Oriente Petrolero |
| 5  | TV | Marco Ferrufino        | 19 tháng 10, 1961 (29 tuổi) |         | Bolivar           |
| 6  | TV | Sergio Rivero          | 21 tháng 12, 1960 (30 tuổi) |         | Oriente Petrolero |
| 7  | TV | Carlos Borja           | 25 tháng 12, 1960 (30 tuổi) |         | Bolivar           |
| 8  | TV | José Melgar            | 20 tháng 9, 1959 (31 tuổi)  |         | Blooming          |
| 9  | TĐ | Juan Berthy Suárez     | 24 tháng 6, 1966 (25 tuổi)  |         | Blooming          |
| 10 | TV | Marco Etcheverry       | 26 tháng 9, 1970 (20 tuổi)  |         | Bolivar           |
| 11 | TĐ | Jaime Moreno           | 19 tháng 1, 1974 (17 tuổi)  |         | Blooming          |
| 12 | TM | Mauricio Soria         | 1 tháng 6, 1966 (25 tuổi)   |         | Oriente Petrolero |
| 13 | HV | Juan Manuel Peña       | 17 tháng 1, 1973 (18 tuổi)  |         | Blooming          |
| 14 | TV | José Luis Medrano      | 2 tháng 11, 1962 (28 tuổi)  |         | Oriente Petrolero |
| 15 | HV | Modesto Soruco         | 12 tháng 2, 1966 (25 tuổi)  |         | Blooming          |
| 16 | TV | Erwin Sánchez          | 19 tháng 10, 1969 (21 tuổi) |         | Benfica           |
| 17 | HV | Juan Carlos Chávez     | 11 tháng 12, 1972 (18 tuổi) |         | Blooming          |
| 18 | TĐ | Modesto Molina         | 1 tháng 12, 1961 (29 tuổi)  |         | Oriente Petrolero |
| 19 | TĐ | Álvaro Peña            | 11 tháng 2, 1966 (25 tuổi)  |         | San José          |
| 20 | TV | Ramiro Castillo        | 27 tháng 3, 1966 (25 tuổi)  |         | River Plate       |
| 21 | TV | Julio César Baldivieso | 2 tháng 12, 1971 (19 tuổi)  |         | Bolivar           |
| 22 | TM | Víctor Aragón          | 23 tháng 12, 1959 (31 tuổi) |         | The Strongest     |

### Brasil
Huấn luyện viên: Falcão
| Số | Vt | Cầu thủ                  | Ngày sinh (tuổi)            | Số trận | Câu lạc bộ               |
| -- | -- | ------------------------ | --------------------------- | ------- | ------------------------ |
| 1  | TM | Cláudio Taffarel         | 8 tháng 5, 1966 (25 tuổi)   |         | AC Parma                 |
| 2  | TV | Mazinho                  | 8 tháng 4, 1966 (25 tuổi)   |         | U.S. Lecce               |
| 3  | HV | Cléber                   | 26 tháng 7, 1969 (21 tuổi)  |         | Atlético Mineiro         |
| 4  | HV | Ricardo Rocha            | 11 tháng 9, 1962 (28 tuổi)  |         | São Paulo                |
| 5  | TV | Mauro Silva              | 12 tháng 1, 1968 (23 tuổi)  |         | Bragantino               |
| 6  | HV | Branco                   | 4 tháng 4, 1964 (27 tuổi)   |         | Genoa C.F.C.             |
| 7  | TĐ | Renato Gaúcho            | 9 tháng 9, 1962 (28 tuổi)   |         | Botafogo                 |
| 8  | TV | Valdir                   | 25 tháng 10, 1965 (25 tuổi) |         | Atlético Paranaense      |
| 9  | TĐ | Carlos Alberto Bianchezi | 25 tháng 8, 1964 (26 tuổi)  |         | Palmeiras                |
| 10 | TV | Neto                     | 9 tháng 9, 1966 (24 tuổi)   |         | Corinthians              |
| 11 | TĐ | João Paulo               | 7 tháng 9, 1964 (26 tuổi)   |         | A.S. Bari                |
| 12 | TM | Sérgio                   | 7 tháng 11, 1962 (28 tuổi)  |         | Santos                   |
| 13 | HV | Cafu                     | 7 tháng 6, 1970 (21 tuổi)   |         | São Paulo                |
| 14 | HV | Wilson Gottardo          | 23 tháng 5, 1963 (28 tuổi)  |         | Flamengo                 |
| 15 | HV | Márcio Santos            | 15 tháng 9, 1969 (21 tuổi)  |         | Sport Club Internacional |
| 16 | HV | Lira                     | 2 tháng 4, 1966 (25 tuổi)   |         | Goiás                    |
| 17 | TV | Márcio                   | 19 tháng 10, 1964 (26 tuổi) |         | Corinthians              |
| 18 | TV | Raí                      | 15 tháng 5, 1965 (26 tuổi)  |         | São Paulo                |
| 19 | TV | Luís Henrique            | 20 tháng 10, 1968 (22 tuổi) |         | Bahia                    |
| 20 | TĐ | Mazinho Oliveira         | 26 tháng 12, 1965 (25 tuổi) |         | Bragantino               |
| 21 | TĐ | Sílvio                   | 6 tháng 3, 1970 (21 tuổi)   |         | Bragantino               |
| 22 | TM | Ronaldo                  | 20 tháng 11, 1967 (23 tuổi) |         | Corinthians              |

### Colombia
Huấn luyện viên: Luis Augusto García
| Số | Vt | Cầu thủ               | Ngày sinh (tuổi)            | Số trận | Câu lạc bộ             |
| -- | -- | --------------------- | --------------------------- | ------- | ---------------------- |
| 1  | TM | René Higuita          | 28 tháng 8, 1966 (24 tuổi)  | 41      | Atlético Nacional      |
| 2  | HV | Andrés Escobar        | 13 tháng 3, 1967 (24 tuổi)  | 27      | Atlético Nacional      |
| 3  | HV | Gabriel Martínez      | 3 tháng 7, 1958 (33 tuổi)   | 1       | Atlético Junior        |
| 4  | HV | Eduardo Pimentel      | 26 tháng 5, 1959 (32 tuổi)  | 3       | América Cali           |
| 5  | HV | Luis Fernando Herrera | 12 tháng 6, 1962 (29 tuổi)  | 23      | Atlético Nacional      |
| 6  | TV | Óscar Pareja          | 10 tháng 8, 1968 (22 tuổi)  | 2       | Independiente Medellín |
| 7  | TĐ | Antony de Ávila       | 21 tháng 12, 1962 (28 tuổi) | 18      | América Cali           |
| 8  | TV | Alexis García         | 21 tháng 7, 1960 (30 tuổi)  |         | Atlético Nacional      |
| 9  | TĐ | Iván Valenciano       | 18 tháng 3, 1972 (19 tuổi)  |         | Atlético Junior        |
| 10 | TV | Carlos Valderrama     | 2 tháng 9, 1961 (29 tuổi)   | 32      | Montpellier HSC        |
| 11 | TĐ | Bernardo Redín        | 26 tháng 2, 1963 (28 tuổi)  | 37      | CSKA Sofia             |
| 12 | TM | Eduardo Niño          | 8 tháng 8, 1967 (23 tuổi)   |         | Atlético Junior        |
| 13 | HV | Wilmer Cabrera        | 15 tháng 9, 1967 (23 tuổi)  | 6       | América Cali           |
| 14 | TV | Leonel Álvarez        | 29 tháng 7, 1965 (25 tuổi)  |         | Real Valladolid        |
| 15 | HV | Luis Carlos Perea     | 29 tháng 12, 1963 (27 tuổi) | 41      | Independiente Medellín |
| 16 | TV | Carlos Estrada        | 1 tháng 11, 1961 (29 tuổi)  | 11      | Deportivo Cali         |
| 17 | HV | Diego Osorio          | 21 tháng 7, 1970 (20 tuổi)  | 1       | Atlético Nacional      |
| 18 | TĐ | Arnoldo Iguarán       | 31 tháng 1, 1957 (34 tuổi)  | 63      | Millonarios            |
| 19 | TV | Albeiro Usuriaga      | 12 tháng 6, 1966 (25 tuổi)  | 10      | América Cali           |
| 20 | TV | Freddy Rincón         | 14 tháng 8, 1966 (24 tuổi)  | 16      | América Cali           |
| 21 | TĐ | Augusto Vargas Cortés | 26 tháng 3, 1962 (29 tuổi)  | 1       | Deportes Quindío       |

### Ecuador
Huấn luyện viên:  Dušan Drašković
| Số | Vt | Cầu thủ                | Ngày sinh (tuổi)            | Số trận | Câu lạc bộ           |
| -- | -- | ---------------------- | --------------------------- | ------- | -------------------- |
| 1  | TM | Erwin Ramírez          | 13 tháng 11, 1971 (19 tuổi) |         | Green Cross          |
| 2  | TV | Freddy Bravo           | 12 tháng 4, 1962 (29 tuổi)  |         | Barcelona            |
| 3  | HV | Luis Capurro           | 1 tháng 5, 1961 (30 tuổi)   |         | Emelec               |
| 4  | HV | Wilson Macías          | 30 tháng 9, 1965 (25 tuổi)  |         | Barcelona            |
| 5  | HV | Jimmy Montanero        | 24 tháng 8, 1960 (30 tuổi)  |         | Barcelona            |
| 6  | HV | Holger Quiñonez        | 18 tháng 9, 1962 (28 tuổi)  |         | Emelec               |
| 7  | TĐ | Carlos Muñoz           | 24 tháng 10, 1967 (23 tuổi) |         | Barcelona            |
| 8  | TV | Juan Carlos Garay      | 15 tháng 9, 1968 (22 tuổi)  |         | El Nacional          |
| 9  | HV | Byron Tenorio          | 14 tháng 6, 1966 (25 tuổi)  |         | El Nacional          |
| 10 | TV | Robert Burbano         | 27 tháng 9, 1970 (20 tuổi)  |         | Universidad Católica |
| 11 | TĐ | Stony Bateoja          | 30 tháng 4, 1964 (27 tuổi)  |         | Váldez               |
| 12 | TM | Carlos Enríquez        | 22 tháng 5, 1966 (25 tuổi)  |         | Deportivo Quito      |
| 13 | HV | José María Guerrero    | 1 tháng 4, 1970 (21 tuổi)   |         | El Nacional          |
| 14 | TĐ | Raul Aviles            | 17 tháng 2, 1964 (27 tuổi)  |         | Emelec               |
| 15 | TV | Nixon Carcelén         | 10 tháng 2, 1969 (22 tuổi)  |         | Deportivo Quito      |
| 16 | TV | Alex Aguinaga          | 9 tháng 7, 1968 (22 tuổi)   |         | Necaxa               |
| 17 | TĐ | Ivo Norman Ron         | 16 tháng 1, 1967 (24 tuổi)  |         | Emelec               |
| 18 | TV | Juan Guamán            | 27 tháng 6, 1965 (26 tuổi)  |         | LDU Quito            |
| 19 | TĐ | Manuel Uquillas        | 19 tháng 11, 1963 (27 tuổi) |         | Barcelona            |
| 20 | TĐ | Ángel Fernández        | 2 tháng 8, 1971 (19 tuổi)   |         | Green Cross          |
| 21 | TĐ | Edwin Patricio Hurtado | 9 tháng 8, 1970 (20 tuổi)   |         | El Nacional          |
| 22 | HV | José Higinio Rivera    | 11 tháng 1, 1963 (28 tuổi)  |         | Deportivo Quito      |

### Uruguay
Huấn luyện viên: Luis Alberto Cubilla
| Số | Vt | Cầu thủ                | Ngày sinh (tuổi)            | Số trận | Câu lạc bộ        |
| -- | -- | ---------------------- | --------------------------- | ------- | ----------------- |
| 1  | TM | Fernando Alvez         | 4 tháng 9, 1959 (31 tuổi)   | 26      | Peñarol           |
| 2  | HV | Daniel Revelez         | 30 tháng 9, 1959 (31 tuổi)  | 15      | Nacional          |
| 3  | HV | Eber Moas              | 21 tháng 3, 1969 (22 tuổi)  | 9       | Danubio           |
| 4  | TV | Guillermo Sanguinetti  | 21 tháng 6, 1966 (25 tuổi)  | 5       | Racing Club       |
| 5  | TV | Ramón Víctor Castro    | 13 tháng 6, 1964 (27 tuổi)  | 2       | Wanderers         |
| 6  | HV | Ruben dos Santos       | 16 tháng 11, 1969 (21 tuổi) | 5       | Central Español   |
| 7  | TV | Marcelo Fracchia       | 4 tháng 1, 1968 (23 tuổi)   | 1       | Central Español   |
| 8  | TV | Héctor Morán           | 13 tháng 2, 1962 (29 tuổi)  | 5       | Nacional          |
| 9  | TĐ | Peter Méndez           | 27 tháng 1, 1964 (27 tuổi)  | 3       | Defensor Sporting |
| 10 | TV | Henry López Báez       | 3 tháng 7, 1967 (24 tuổi)   | 6       | Bella Vista       |
| 11 | TĐ | Víctor López           | 9 tháng 4, 1971 (20 tuổi)   | 6       | Peñarol           |
| 12 | TM | Leonel Rocco           | 18 tháng 9, 1966 (24 tuổi)  | 0       | CA Progreso       |
| 13 | HV | Edgar Borges           | 15 tháng 7, 1969 (21 tuổi)  | 5       | Nacional          |
| 14 | HV | Daniel Sánchez         | 3 tháng 5, 1961 (30 tuổi)   | 7       | Danubio           |
| 15 | HV | José Pintos Saldanha   | 25 tháng 3, 1964 (27 tuổi)  | 11      | Nacional          |
| 16 | HV | Álvaro Gutiérrez       | 21 tháng 7, 1968 (22 tuổi)  | 5       | Bella Vista       |
| 17 | TĐ | Héctor Rodríguez Peña  | 22 tháng 10, 1968 (22 tuổi) |         | Defensor Sporting |
| 18 | TV | Gustavo Ferreyra       | 29 tháng 5, 1972 (19 tuổi)  |         | Peñarol           |
| 19 | TĐ | Sergio Daniel Martínez | 15 tháng 2, 1969 (22 tuổi)  | 19      | Defensor Sporting |
| 20 | TV | Gabriel Cedrés         | 3 tháng 3, 1970 (21 tuổi)   | 7       | Peñarol           |
| 21 | TV | William Gutiérrez      | 29 tháng 3, 1963 (28 tuổi)  | 4       | Defensor Sporting |
| 22 | TM | Luis Barbat            | 17 tháng 6, 1968 (23 tuổi)  | 0       | Liverpool         |